# Clerodendrum curtisii
Clerodendrum curtisii là một loài thực vật có hoa trong họ Hoa môi. Loài này được N.E.Br. mô tả khoa học đầu tiên năm 1901.